# Listă de filme de groază din 1965
Aceasta este o listă de filme de groază din 1965.
| Titlu                           | Regizor                                              | Distribuție                                                     | Țara                                                                               | Note           |
| ------------------------------- | ---------------------------------------------------- | --------------------------------------------------------------- | ---------------------------------------------------------------------------------- | -------------- |
| The Beach Girls and the Monster | Jon Hall                                             | Jon Hall, Sue Casey, Walter Edmiston                            | Statele Unite ale Americii                                                         | [ 1 ]          |
| The Beast That Killed Women     | Barry Mahon                                          | Janet Banzet                                                    | Statele Unite ale Americii                                                         | Natural horror |
| Bloody Pit of Horror            | Massimo Pupillo                                      | Mickey Hargitay, Walter Brandi, Luisa Baratto                   | Italia · Statele Unite ale Americii                                                | [ 3 ]          |
| Color Me Blood Red              | Herschell Gordon Lewis                               | Gordon Oas-Heim, Candi Conder, Elyn Warner                      |                                                                                    | [ 4 ]          |
| The Curse of Simba              | Lindsay Shonteff                                     | Bryant Halliday, Dennis Price, Lisa Daniely                     | Statele Unite ale Americii · Regatul Unit al Marii Britanii și al Irlandei de Nord | [ 5 ]          |
| Curse of the Fly                | Don Sharp                                            | Brian Donlevy, Carole Gray, George Baker                        | Regatul Unit al Marii Britanii și al Irlandei de Nord                              | [ 6 ]          |
| Dark Intruder                   | Harvey Hart                                          | Leslie Nielsen, Gilbert Green, Charles Bolender                 | Statele Unite ale Americii                                                         | [ 7 ]          |
| A Devilish Homicide             | Lee Yong-min                                         | Lee Ye-chun, Do Geum-bong                                       | Coreea de Sud                                                                      | [ 8 ]          |
| Devils of Darkness              | Lance Comfort                                        | William Sylvester, Hubert Noël, Carole Gray                     | Regatul Unit al Marii Britanii și al Irlandei de Nord                              | [ 9 ]          |
| Die, Monster, Die!              | Daniel Haller                                        | Boris Karloff, Nick Adams, Freda Jackson                        | Statele Unite ale Americii · Regatul Unit al Marii Britanii și al Irlandei de Nord | [ 10 ]         |
| Dr. Terror's House of Horrors   | Freddie Francis                                      | Peter Cushing, Christopher Lee, Roy Castle                      | Regatul Unit al Marii Britanii și al Irlandei de Nord · Statele Unite ale Americii | [ 11 ]         |
| The Embalmer                    | Dino Tavella                                         | Luigi Martocci                                                  | Italia                                                                             | [ 12 ] [ 13 ]  |
| The Face of Fu Manchu           | Don Sharp                                            | Christopher Lee, Nigel Green, Howard Marion-Crawford            | Regatul Unit al Marii Britanii și al Irlandei de Nord                              | [ 14 ]         |
| Fanatic                         | Silvio Narizzano                                     | Tallulah Bankhead, Stefanie Powers, Peter Vaughan               | Regatul Unit al Marii Britanii și al Irlandei de Nord                              | [ 15 ]         |
| Frankenstein Conquers the World | Ishirō Honda                                         | Nick Adams, Tadao Takashima, Kumi Mizuno                        | Japonia                                                                            | [ 16 ] [ 17 ]  |
| Ghost of the One-Eyed Man       | Tsuneo Kobayashi                                     | Kō Nishimura, Sanae Nakahara, Kikuko Hojo                       | Japonia                                                                            | [ 18 ]         |
| House of Terrors                | Hajime Sato                                          | Kō Nishimura, Yuko Kusunoki, Yoko Hayama                        | Japonia                                                                            | [ 18 ]         |
| Incubus                         | Leslie Stevens                                       | William Shatner, Allyson Ames                                   | Statele Unite ale Americii                                                         | [ 19 ]         |
| Monster A Go-Go                 | Herschell Gordon Lewis, Bill Rebane, Sheldon Seymour | Henry Hite, Phil Morton, June Travis                            | Statele Unite ale Americii                                                         | [ 20 ]         |
| Nightmare Castle                | Mario Caiano                                         | Barbara Steele, Paul Muller, Helga Liné                         | Italia                                                                             | [ 21 ]         |
| Orgy of the Dead                | Stephen C. Apostolof                                 | William Bonner, Fawn Silver, Colleen O'Brien                    | Statele Unite ale Americii                                                         | [ 22 ]         |
| Planet of the Vampires          | Mario Bava                                           | Norma Bengell, Evi Marandi, Ángel Aranda                        | Italia · Spania                                                                    | [ 23 ]         |
| Repulsion                       | Roman Polanski                                       | Catherine Deneuve, Yvonne Furneaux, Ian Hendry                  | Regatul Unit al Marii Britanii și al Irlandei de Nord                              | [ 24 ]         |
| The She Wolf                    | Rafael Baledon                                       | Kitty de Hoyos, Joaquín Cordero, José Elías Moreno              | Mexic                                                                              | [ 25 ] [ 26 ]  |
| The Skull                       | Freddie Francis                                      | Peter Cushing, Christopher Lee, Jill Bennett                    | Regatul Unit al Marii Britanii și al Irlandei de Nord · Statele Unite ale Americii | [ 27 ]         |
| Terror-Creatures from the Grave | Massimo Pupillo                                      | Walter Brandi, Mirella Maravidi, Barbara Steele                 | Italia                                                                             | [ 28 ] [ 29 ]  |
| Two on a Guillotine             | William Conrad                                       | Dean Jones, Cesar Romero, Parley Baer                           | Statele Unite ale Americii                                                         | [ 30 ]         |
| A Vampire for Two               | Pedro Lazaga                                         | Gracita Morales, José Luis López Vázquez, Fernando Fernán-Gómez | Spania                                                                             | [ 31 ]         |